# Early Steppenwolf
Early Steppenwolf è il primo album live del gruppo musicale rock canadese/statunitense Steppenwolf, pubblicato nel 1969 dalla Dunhill.

## Tracce
1. Power Play – 2:55
2. Howlin' for My Darlin' – 4:53
3. I'm Going Upstairs – 7:14
4. Corina, Corina – 3:54
5. Tighten Up Your Wig – 3:14
6. The Pusher – 21:27

## Formazione
- John Kay - voce, chitarra
- Michael Monarch - chitarra
- Goldy McJohn - organo, tastiere
- Nick St. Nicholas - basso
- Jerry Edmonton - batteria